# Angels from the Realms of Glory
Angels from the realms of glory è un famoso canto natalizio tradizionale, il cui testo è stato scritto nel 1816 dal giornalista e autore di inni di origine irlandese James Montgomery (1771-1854).  Alcuni studiosi (come William Studwell) ritengono che il brano sia una traduzione o quantomeno una parafrasi del canto natalizio francese  Les anges dans nos campagnes ; altri considerano invece il brano di Montgomery un canto natalizio a sé stante.
Il brano può essere accompagnato da varie melodie: le più comuni sono la melodia di origine francese utilizzata per Les Anges dans nos campagnes (Iris, melodia con cui è popolare nel Regno Unito) e, principalmente negli Stati Uniti, quella di Regent Square, composta da Henry Thomas Smart.  Altre melodie sono quella di Lewes (1774 ca.) di John Randall, e St. Osmund (1870) di Herbert S. Irons.

## Storia
James Montgomery, giornalista dello Sheffield Iris, pubblicò per la prima volta il testo con il titolo di Nativity e sotto forma di poesia nell'edizione del 24 dicembre 1816 del giornale presso cui lavorava.

Tre anni dopo, il testo fu pubblicato anche come brano musicale nella raccolta, curata da Thomas Cotterill, Selection of Psalms.
Successivamente, il brano fu pubblicato nel 1825 in The Christmas Box e, dopo varie revisioni da parte dell'autore, con il titolo di Good tidings of great joy to all people nelle raccolte, curate dallo stesso Montgomery, Christian Psalmist (1825) e Original Hymns (1853).
Inizialmente, il brano fu musicato utilizzando la stessa melodia che accompagna anche il canto natalizio  Les anges dans nos campagnes , ovvero Iris.

In seguito, a partire dal 1867, negli Stati Uniti iniziò ad utilizzare la melodia di "Regent Square" di Henry Thomas Smart (1813-1879).

## Testo
Il brano si compone di 8 strofe (le prime sei scritte da Montgomery, le ultime due aggiunte successivamente) di 4 versi ciascuna..

Il testo parla dell'episodio dell'annunciazione della Nascita di Gesù ai pastori (Vangelo di Luca, 2, 13) episodio che ispirato molti altri canti natalizi, come  Les anges dans nos campagnes ,  While Shepherds Watched Their Flocks by Night ,  Rise Up, Shepherd, and Follow , Berger, secoue ton sommeil profond ,  Çà, bergers, assemblons-nous , ecc.).
Del ritornello esistono tre varianti: Come and worship, come and worship. Worship Christ, the newborn King oppure Hallelujah! Hallelujah! Lord of Heaven, Three in One oppure ancora Gloria in excelsis Deo. Gloria in excelsis Deo (quest'ultima variante utilizzata con la melodia di Gloria o Iris):
Angels from the realms of glory,

Wing your flight over all the earth; 

Ye who sang creation's story

Now proclaim the Messiah's birth. 
Ritornello (variante 1):

Come and worship, come and worship

Worship Christ, the newborn King. 

Ritornello (variante 2):

Hallelujah! Hallelujah! 

Lord of Heaven, Three in One

Ritornello (variante 3):

Gloria in excelsis Deo. 

Gloria in excelsis Deo. 
Shepherds, in the field abiding, 

Watching over your flocks by night, 

God with us is now residing; 

Yonder shines the infant light. 

Ritornello
Sages, leave your contemplations, 

Brighter visions beam afar; 

Seek the great Desire of nations; 

Ye have seen His natal star. 

Ritornello
Saints, before the altar bending, 

Watching long in hope and fear; 

Suddenly the Lord, descending, 

In His temple shall appear. 

Ritornello
Sinners, wrung with true repentance, 

Doomed for guilt to endless pains, 

Justice now revokes the sentence, 

Mercy calls you, break your chains. 

Ritornello
Though an infant now we view Him, 

He shall fill His Father's throne, 

Gather all nations to Him; 

Every knee shall then bow down. 

Ritornello
Lord of Heaven, we adore Thee, 

God the Father, God the Son, 

God the Spirit, One in glory, 

On the same eternal throne. 

Ritornello
All creation, join in praising

God, the Father, Spirit, Son, 

Evermore your voices raising

To the eternal Three in One. 

Ritornello